# هنري بوش
هنري بوش (بالإنجليزية: Henry Bosch)‏ هو شخصية أعمال أسترالي، ولد في 20 يناير 1931.